# 鈴木健斗
鈴木 健斗（すずき けんと、1994年12月9日 - ）は、北海道札幌市出身のプロアイスホッケー選手。ポジションはフォワード。アジアリーグアイスホッケーのH.C.栃木日光アイスバックス所属。
兄も元プロアイスホッケー選手の鈴木雄大。

## 経歴
兄の影響で幼少時からアイスホッケーを始め、中学は新川中学、高校は北海高校に進学し、大学は中央大学に進学する。

### 中央大学時代
2015年の在学時には最多得点賞、ベストFWにも選出される。

### 日本製紙クレインズ時代
大学時卒業後にアジアリーグアイスホッケーの日本製紙クレインズに入団。
2019年にクレインズの廃部に伴い、退団。

### アイスバックス時代
2019年6月28日にH.C.栃木日光アイスバックスに入団。前日には兄の雄大がアイスバックスに復帰しており、兄弟揃ってアイスバックスジムにて記者会会見を行った。 
2022-2023シーズンは得点王になり、ベスト6にも選出された。札幌市出身では初めての兄弟での得点王となった。
2023-2024年シーズンはシーズン中の2023年10月31日に11月に苫小牧市にて実施されたアイスホッケー男子日本代表の国内合宿の参加メンバーに選出された が、11月7日にコンディション不良のため辞退した。また、12月には横浜市で開催された第91回全日本アイスホッケー選手権大会にアイスバックスの選手として参加。アイスバックスは優勝を果たし、鈴木自身も優勝を経験することになった。2024年1月16日に苫小牧市のnepiaアイスアリーナと安平町の安平町スポーツセンターにて実施されたアイスホッケー男子日本代表の国内合宿の参加メンバーに選出された。1月29日にハンガリーのブダペストで開催されたミラノ・コルティナダンペッツォオリンピックの3次予選と事前合宿の参加メンバーに選出された。
オフの2024年4月8日に安平町の安平町スポーツセンターで開催されたアイスホッケー男子日本代表の選考合宿に参加するメンバーに選出された。5月20日にアイスバックスと契約を更新した。
2024年-25年シーズンはシーズン開幕前の2024年7月1日に苫小牧市のnepiaアイスアリーナでのアイスホッケー男子日本代表の代表選考合宿に招集された。8月1日にデンマークのオールボーで開催されるミラノ・コルティナダンペッツォオリンピックの最終予選と事前合宿の日本代表に選出された。

## 詳細情報

### 代表歴
- 世界選手権 U18、U20日本代表
- ユニバーシアード大会 日本代表
- 2022年 IIHF世界選手権ディビジョンⅠ 日本代表[13]
- 2026年ミラノ・コルティナダンペッツォオリンピック最終予選日本代表（2024年）